# Gergely-hegy
Gergely-hegy är ett berg i Ungern.   Det ligger i provinsen Borsod-Abaúj-Zemplén, i den nordöstra delen av landet, 200 km nordost om huvudstaden Budapest. Toppen på Gergely-hegy är 773 meter över havet.
Terrängen runt Gergely-hegy är kuperad åt sydost, men åt nordväst är den platt. Runt Gergely-hegy är det mycket glesbefolkat, med 5 invånare per kvadratkilometer. Närmaste större samhälle är Encs, 16,0 km sydväst om Gergely-hegy. I omgivningarna runt Gergely-hegy växer i huvudsak lövfällande lövskog.